# Algirdas Šešelgis

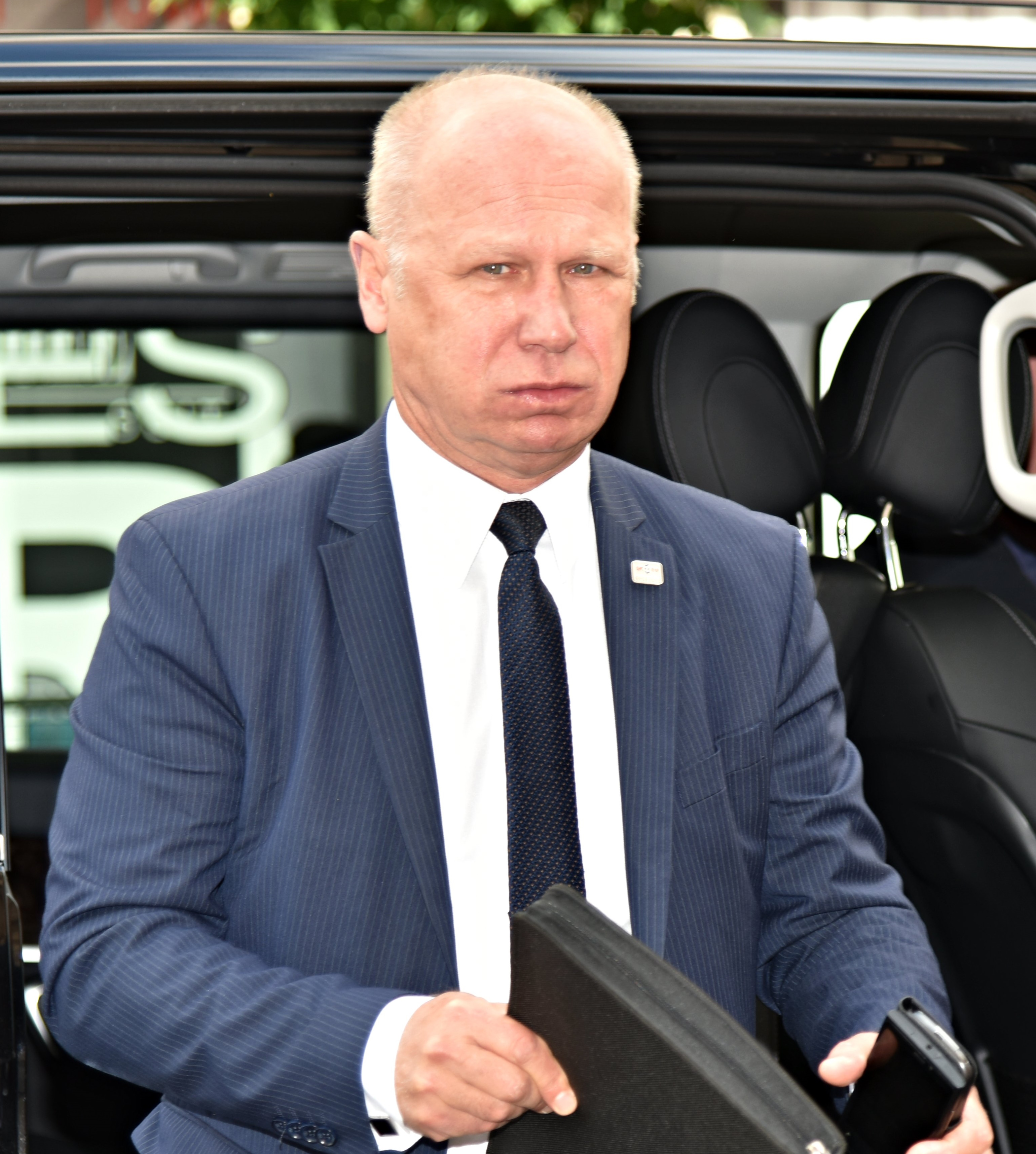
Algirdas Šešelgis, 2016

Algirdas Šešelgis (* 23. August 1953 in Vilnius) ist ein litauischer Politiker, Vizeminister für Sozialschutz und Arbeit (2013–2016), Gesundheitsvizeminister (2008–2009 und seit 2018).

## Leben
Von 1971 bis 1976 absolvierte Šešelgis das Diplomstudium des Wirtschaftsingenieurwesens am Inžinerinis statybos institutas in Vilnius. Von 1990 bis 2006 war er Direktor der Odontologieklinik der UAB „Lietkom“. Von 2008 bis 2009 war er Vizeminister für Gesundheit. Von 2009 bis 2011 arbeitete er als Leiter der Unterabteilung für Verkehrsorganisation des Departaments für Kommunalwirtschaft und von 2011 bis 2013 als stellvertretender Direktor des Departaments für Stadtwirtschaft und Transport in der Stadtverwaltung Vilnius. Vom 23. September 2013 bis 2016 er stellvertretender Minister für Sozialschutz, Stellvertreter von Algimanta Pabedinskienė im Kabinett Butkevičius. Seit dem 10. Januar 2018 ist er Vizeminister der Gesundheit, Stellvertreter von Aurelijus Veryga im Kabinett Skvernelis.
Er ist Mitglied der Lietuvos socialdemokratų partija.